# "LOVe"
『"LOVe" 』（ラブ）は、石渡治による日本の漫画。
週刊少年漫画雑誌『週刊少年サンデー』（小学館）に、1993年46号から1999年10号まで連載された。単行本は小学館：少年サンデーコミックスより全30巻。
13歳（ストーリー初期は12歳）の少女・高樹愛が小笠原諸島で出会った鯨岡洋平と戦うために男子校に入るテニス漫画。作者の代表作『B・B』と同じ世界観の物語である。『B・B』の第116話で愛が生まれ、ラストでは小学生となっている。愛の髪色は、B・Bでは栗毛っぽいトーンが貼られているが、本作では黒ベタで処理されている。

## あらすじ

### 小笠原編
幼い頃から父と世界中を飛び回っていた12歳の少女・高樹愛（ラブ）は、仕事で宇宙にいる父にメッセージを送るため、フェリーで小笠原諸島へと向かっていた。その船上で、揺れをものともせずテニスの壁打ちを続ける15歳の天才少年・鯨岡洋平と出会う。
テニスに興味を持ったラブは、小笠原に滞在中、洋平との対決をするためテニスを始め、元全国大会ベスト4の森岡真理の指導のもと、「見ただけで大抵のことは覚えられる」という驚くべき天賦の才を見せて、洋平との試合に臨む。
洋平の必殺技「くじらサーブ」さえコピーしたラブは、絶妙なタッチによる変化球を繰り出すウッドラケットを武器に、激しい接戦を繰り広げる。しかし、男女のパワー差によって、次第に洋平に試合が傾きかけていった最中、雨天中止になる。落ち込むラブであったが、東京のテニス強豪校『蘭山学園』への進学のため、洋平は小笠原を去ってしまう。
洋平との再試合を諦めきれないラブは、洋平とテニスで対戦するためだけに髪を切り、年齢・性別を偽り「15歳の男子高校生」として、高校テニス界の名門校として知られる神奈川の男子校『黒百合学園』へと入学することで、洋平と公式戦で戦おうと決心する。しかし、それを実現するには、時間経過によって「男女の身体能力の差」が絶望的に開いていくことと同時に、ラブの身体が二次性徴で成長して「女子だということを隠し切れなくなるまでの1〜2年」という、厳しい時間制限があった。入学までの半年間、デビッド・ミリアム神父らの特訓を受ける。(5巻・第35話まで)

### 部内選抜大会編
『黒百合学園』へと入学したラブは、黒百合テニス部恒例の「地獄の入部式」で、四天王たちから実力を認められるが、テニス部副部長の養護教諭、林村緑子（ドリさん）に女子であることがバレてしまう。学生寮に入寮したラブは、全中優勝者でラブに対抗意識を燃やしている瀬川 継とルームメイトになる。
レギュラーの座を賭けた「部内選抜大会」が始まり、ラブは寮生限定で上位者に与えられる特典『個室スィート』獲得を目指す。中学トップクラスの実力者、片桐徹、万年補欠の実力者、牧野望ら、四天王以外の平部員たちには完勝する。しかし、全国2位の漣丈太郎との試合途中に生理になったラブは試合を棄権し、結果として『個室スィート』をゲットしたラブだったが、テニス部部長の御木岳彦にも女であることがバレてしまい、先述の問題から「1年限定」という厳しい時間制限を課す。(10巻・第78話まで)

### 神奈川県大会編
1・2回戦をラブゲームで勝ち抜いたラブは、3回戦で全中優勝の瀬川に事実上ラブゲームで勝利し、知名度を大きく上げる。その後、パワー不足に悩むラブは、伊豆の山奥で暮らす仙人に特訓を受け、「ラッコ」「ペンギン」などの新ショットを身につける。
情報分析を得意とする「ゲーマー」岩本博、黒百合学園3年の先輩「青鬼」青嶋慧児、ネット際に滅法強い「カミソリ」中手川啓介らに勝利していくが、強烈なサーブを繰り出す「スカのラッパー」阿仁春清に敗北し、ラブは県大会ベスト8に終わる。
一方、心技体と大きく成長した洋平は、前回インターハイ優勝者の「無敵の帝王」山城剛を相手に、わずか3ゲームしか与えずに圧勝して「怪物」と呼ばれるようになり、ダブルスでも優勝して都大会完全制覇を成し遂げる。(15巻・第130話まで)

### インターハイ予選編
女装男子の浅沼裕二に逆恨みされたラブは、彼から呪いをかけられ、生理がこないまま大会当日を迎える。その上、浅沼の双子の姉である浅沼祐子に、うっかり「自分が女子であること」をバラしてしまい、集中力を損なったまま漣丈太郎との試合を迎える。激戦の末、生理になりつつも気合で漣に勝利したラブは、準決勝では阿仁に勝利する。
決勝では、黒百合学園の2年「破壊神」日向三月と当たり、幼馴染の漣が敗れたことで覚醒した日向の「爆裂フラット」に苦しめられる。だが、ラブは新技「トルネード」を駆使して対抗し接戦に持ち込むがフルセットで惜しくも敗れ、予選2位でインターハイへと進む。(19巻・第158話まで)
漣は全仏オープンジュニアで優勝するが、その後に行われたウインブルドンでの試合で負傷したため、補欠だったラブがインターハイ団体戦のシングルス1の代表として出場することになる。その後、伊豆の仙人のもとで、団体戦メンバー達は「ラケットを握らない特訓」を行い、レベルアップを図る。(21巻・第181話まで)

### インターハイ本選団体戦編
アメリカ留学の実力者揃いの秋田「稲穂農業」の十文字三太、宿の娘ちなみを脅迫する策略でゆさぶる「大阪美梨健高校」の男山泉、坊主頭でお経を唱える京都「嵐山蓮華高校」の天海晴美を下した黒百合学園は、準決勝へと駒を進める。
その夜、ちなみとの恋愛話を巡って、ラブは自分が「13歳の女子」であることを告白し、黒百合メンバーやこれまでの対戦相手にもバレてしまう。しかし、ラブが黒百合メンバーとして続けることを全員が同意し、ラブは試合へと臨む。
沖縄「梯梧高校」の知念悟を打ち破り、ついに決勝の東京「蘭山学園」との対決となる。しかし、肝心の洋平は山城に敗れたことから絶不調でレギュラーから外され、団体戦でのラブとの試合は流れてしまう。怒り狂ったラブは、葛藤をぶつけるように補欠の坂口友美に圧勝。黒百合は団体戦優勝を決める。(26巻・第226話まで)

### インターハイ本選シングルス編
テニスを釣りに見立ててプレイする福岡・柳沼高校の「アングラ―」中州堅次郎、3ｍの間合いをコントロールする朝鮮高等学校の朴成珉、強風を武器にする北海道・稚内綿菅高校の「最北の狼」利尻冨士夫らを制して、ラブはベスト8へと進出する。
そんな中、洋平に片思いしている蘭山学園の森野くるみによる嫉妬によって、「ラブが13歳の女子」であることが悪質なゴシップ記者、下野毛好三にバレてしまい、テレビ局にラブの情報が渡ってしまう。しかし、多くのスポーツ記者や、文部大臣の中田貴子らの尽力によって、ラブは女子選手でありながら試合をすることが認められる。
脳へのドーピングで「悪魔」と化した蘭山学園の山城剛を相手に、ラブは新技「イルカ∞」を打ち続けた結果、山城の脳は限界に達し、その後の接戦を制してラブは勝利する。準決勝では、復活した洋平との試合が実現し、ラブはスカート姿で戦う。熾烈な試合を制したのは洋平だったが、2人は将来プロになって「混合ダブルス」に出場して、ウインブルドン完全制覇を目指そうと約束しあう。
翌日、疲労のある洋平を破り、日向が優勝を勝ち取り、黒百合学園は「インターハイ完全制覇」を達成する。(30巻・第264話まで)

### エピローグ
14歳になり身長の伸びたラブは、ジャパンオープンにワイルドカードで出場して優勝を決める。それを皮切りに、本格的なツアー活動に入ったラブは、元女子プロの伊達杏子をコーチとして世界を転戦し、わずか半年で世界ランキング100位まで駆け上る。予選から出場した全仏・全英は本選出場にとどまったが、予選免除された全米オープンではベスト4まで勝ち進む。
2年目、最年少記録を次々に塗り返す偉業を成し、わずか15歳で全豪・全仏・全米に優勝し、グランドスラム三冠を成し遂げる。3年目は、全仏優勝に留めるが、ランキング1位をキープ。4年目は全豪・全米での優勝を決める。
そして5年目、全豪・全仏を優勝したラブは、ウィンブルドンで女子ダブルスは惜しくも落としたものの、女子シングルス・混合ダブルスで初優勝。同じく洋平は、男子シングルス・混合ダブルス・男子ダブルスで初優勝して、ウインブルドン完全制覇を成し遂げる。さらにラブは、全米オープンにも優勝して、世界四大会シングルスの完全制覇を達成する。しかし、その翌年に突然の引退をして、19歳になったラブは消息不明となる。
その5年後、25歳の洋平が二度目のウインブルドン優勝を決めた年、22歳になったラブは偶然に再会した瀬川と結婚し、その後に男児をもうける。だが、その3年後、瀬川がアフリカの地で残留地雷を踏んだことで亡くなる。その後、洋平は引退し、結婚して女児をもうけるも離婚。山城剛の夫妻とともに小笠原でテニスキャンプ運営をしていた。
それから10年後、洋平は小笠原へと向かうフェリーの船上で、洋平の娘、愛海がテニス未経験の少年に「壁打ち」を教えているところを目撃する。ラブと初めて出会ったときのデジャブを洋平が見たところで、物語は終わりを告げる。(30巻・最終話まで)

## 登場人物

### 黒百合学園
神奈川にある全国屈指のテニス名門校。男子校。姉妹校に白百合高校（女子高）がある。
石渡と交友のある劇団M.O.P.関係者（マキノノゾミ、三上市朗、小市慢太郎、キムラ緑子）に由来したネーミングも見られる。
高樹 愛（たかぎ あい）
主人公。
作者の前作『B・B』の主人公・高樹翎（B・B）の一人娘。一年。13歳の女の子だが、小笠原諸島で出会った鯨岡洋平と戦うために、年齢・性別を偽ってこの学校に入った。テニス部でのあだ名は「ラブ」「ラブ公」。
もともと女性（しかも13歳）であるため、小さな体格でパワーがないのだが、「イルカ」「くじら」「オルカ」「ラッコ」「ペンギン」「トルネード」「うなぎ」「イルカ∞（アンリミテッド）」など多様な技があり、タッチのセンスや脚力が持ち味。鞭のようにしなる筋肉を持ち、父に「男だったらボクシングで世界が取れる」と言わしめるほど。
父親と共に世界を放浪した際に様々なサバイバル技術や語学、格闘技術を習得しており、コンピューター操作（ハッキング）も長けている。父親を始めとして周囲に優秀な男性が多かったこともあってか、大抵の男性は友人以上の対象とは見ていない。洋平曰く、アイツが結婚するなら相手は「とんでもなく“すごいヤツ”」か「大バカ野郎」のどっちかだと評している。
神奈川県男子シングルス2位。インターハイ男子シングルスベスト4。後に、プロテニスプレーヤーとして女子テニス界を席巻する。
瀬川 継（せがわ つぐる）
一年。全中優勝という実績を持つが喧嘩は弱い。
黒百合学園で一年ながらシングルス出場枠を取るものの、神奈川県予選で高樹愛と当たり3回戦で敗退した。この時に観戦していた連中がこの時点では無名な愛にヤジを飛ばす中、審判の誤審で自分が有利になるも負けを認めてダブルフォルトで試合を終わらせ片桐からは好意的な意味でだが「大バカ野郎」評された。
当初は同学年である愛に対抗意識を持ち、憎まれ口を叩くことも少なくなかったが、その実力と真剣さを目の当たりにしたことで次第に彼（彼女）を認め始め、やがて良き理解者となる。「男」であるはずの愛に惹かれる自分と葛藤するシーンが多く愛と共に横浜八景島シーパラダイスに出かけた際、手を握るなど友情を通り越してしまった面もあるが愛を常に一番身近にサポートしていた。愛が女性であると発覚した時もそれは変わらず、真っ先に彼女を庇い、涙を流しながら周囲を説得した。
愛が学校を出て行った後で事故に合ってしまい、テニスを止めて医学を志し、医者になることに成功。その後、海外へNPO医師として出向いた先で愛と奇跡的に再会、結婚し1人息子を儲ける。その3年後、アフリカで残留地雷を踏んだことによって他界したが、漣いわく「自分たちとは違う道で“大バカ野郎”なまま“すごいヤツ”になった」と評されている。
漣 丈太郎（さざなみ じょうたろう）
二年。前年の全国大会で2位という実績を持ち、山城から唯一1セットを奪取した実力者。山城とは幼馴染。
黒百合四天王の一角。「マジックハンド」というタッチのセンスを持つ武器を持ち、パワー・スピード・テクニック・メンタルとハイレベルなバランスを持つ選手である。また、愛のイルカやラッコなど、一度見た技はどんな技でも使える。
神奈川県予選シングルス5位。神奈川県予選ダブルス優勝。全仏オープンジュニアで優勝。
全英オープンジュニアで足を怪我したため、インターハイには出場していない。また、この怪我に加え、数年後に再び足を怪我してしまったため、最終的にテニスで第一線には立てない身体となる。
性格は偏屈なところがあり、苦しんでいる他者をほっとけないにしても発破の掛け方が強引かつ嫌味ったらしい物言いをすることが多い。そのため部内の代表選抜大会で「愛に3ゲーム取られたら鼻からラーメン食ってやる」と宣言した際には部員全員が愛を応援して鼻ラーメンを実現しようとしていた。恋愛に対しては自分の気持ち優先で浅沼姉をこっぴどく振っており、まだ愛の性別がバレていない時点で愛に欲情してしまい、最終的にキスしてしまい瀬川に一時軽蔑される。
日向 三月（ひゅうが みづき）
二年。元バレーボール部員。漣の勧めでテニスを始め、以後彼とは深い友情で結ばれている。
黒百合四天王の一角。愛称は「ヒュー」。
生まれ持った身体能力があり、強烈なフラットサーブ（超高層横浜ランドマークタワーサーブ）を武器に活躍する選手。後に200キロ近いスピードと圧倒的なパワーでソニックブームをも生み出す「爆裂フラット」を習得する。『"LOVe"外伝 ジョータとヒュー』では小学校4年以降に急激に身長が伸びた結果、身体感覚のズレが生じて運動が苦手となり、クラスのチンピラからイジメを受けていた。それが癇に障った漣に発破を掛けられて本来の身体能力に目覚める。
神奈川県予選シングルス・ダブルス優勝。インターハイ優勝。
後に浅沼祐子と恋人同士になる。彼女との交際がきっかけで黒百合の部員の中ではいち早く愛の正体を知る。
赤井 良明（あかい りょうめい）
三年。
黒百合四天王の一角。
黒百合の主将。独特の癖のあるサーブ（猛牛ひねくれサーブ）を打つ持ち主。青嶋とのダブルスでは無類の強さを発揮する。
大仏顔（ルックスや名前のモデルはギタリストの白井良明）。
青嶋 慧児（あおしま けいじ）
三年。
黒百合四天王の一角。
黒百合の副主将。赤井とのダブルスでは無類の強さを発揮する。
強面の上、激情家かつ非常に厳格な性格のため「青鬼」と渾名される。インターハイでは一目惚れした旅館の娘・ちなみに心を乱してしまう。
牧野 望（まきの のぞむ）
三年。
性格も優しく、部員から信頼が厚い人物。
万年補欠のマッキーと呼ばれるが、黒百合で補欠で居続けるだけの実力はあり、インターハイではダブルスで青嶋の代理を務めたこともある。
三上 一郎（みかみ いちろう）
二年。神奈川シングルス8位。
寮生二年三人衆の一人。
亀山（かめやま）
二年。
寮生二年三人衆の一人。
小市 慢太郎（こいち まんたろう）
二年。
寮生二年三人衆の一人。
牧野と争う事に対し迷いを抱えていた愛を、穏やかだが厳しい言葉で諭した。
片桐 徹（かたぎり とおる）
一年。中学では瀬川と神奈川代表を争ったライバル。相手のゲーム内容から弱点・欠点を見抜いてそこを突いて来る戦略家。
黒百合学園で一年ながらシングルス出場枠を取る実力の持ち主。神奈川県予選シングルス16位。
山田 秀樹（やまだ ひでき）
一年。新入生の中では影が薄いが、瀬川によると中学の大会では顔を見かけたことがある。
菊地 央（きくち ひろし）
一年。中学では神奈川県ベスト8。柄崎とのダブルスで県大会に出場。あだ名は「ピロチ」。
柄崎 昌二（からさき しょうじ）
一年。中学では神奈川県ベスト8。菊池とのダブルスで県大会に出場。
林村 緑子（はやしむら みどりこ）
保健教員及び、テニス部副部長。
通称「ドリさん」。
森岡真理とは大学時代の同級生。
森岡真理等愛の正体を予め知っていた人物を除けば、最初に愛が女性であると気が付いた人物。
知った当初は愛を追い出そうと考えていたが、一戦交えたことで考えを変え、愛の協力者となる。
御木 岳彦（みき たけひこ）
生物教師及び、テニス部部長。
黒川紀一郎とは古くからの友人。

### 蘭山学園
東京都にある全国屈指のテニス名門私立校。共学校。
鯨岡 "ミリアム" 洋平（くじらおか ミリアム ようへい）
一年。
小笠原出身（小笠原諸島に入植したアメリカ人、トーマス・ミリアムの末裔）。「くじらサーブ」の使い手。乗船中に船内で壁打ちをしている彼に愛が興味を持った事から2人の縁が始まる。性格は悪戯好きで意地の悪いところもあり、女心にもニブイ。小笠原で無双していた時には敗者に「スッ裸になって“ぎゃふん”と（物の喩えではなく実際に）言う」というペナルティを課していた。
都予選で3連続ラブゲームを達成し、それまで無敗だった山城剛に圧勝したことから、「怪物」と呼ばれるようになる。
東京都シングルス優勝。インターハイ準優勝。プロデビュー後、5年目に男子シングルス、男子ダブルス（パートナーはジャック）、混合ダブルス（パートナーは愛）でウィンブルドン完全制覇を成し遂げ、10年目には2度目の優勝を果たす。
成長後結婚し（妻が誰かは不明）「愛海」と言う一人娘を授かるも離婚。その後、母親に習ったと言いながらかつての自分のように船内で壁打ちをしている少年と愛海が話をしている所に出くわす。
山城 剛（やましろ ごう）
二年。前年の大会で全国1位という実績を持ち、国内では無敗、漣を除いて1セットすら取られたことが無かった。漣とは幼馴染である。
小学生の頃に、両親が自分の試合を応援に駆けつける際事故にあい、父親は死亡、母親は植物人間となってしまったことにより、勝つことに異常な執着を持ち、勝つたびに母親がこちらの世界へ帰ってくると信じている。それ以来人一倍に練習を重ね、かつては一度も勝てなかった漣を凌駕する実力と「天使のダンス」と呼ばれる程のハイレベルなオールラウンドスタイルを身に付けた。
しかし、1年生の洋平の圧倒的な才能に追い抜かされ、自身の壁にぶつかってしまった事により、勝つことを求めて旧東ドイツに渡り、脳へのドーピングを施してまで勝利にこだわり続け、ドーピングによる限界を超えた能力で他者を圧倒する。
インターハイ準々決勝では、愛のイルカ∞を打ち返し続けた結果、肉体がオーバーロードを起こしてしまう。その後は一方的にゲームを逆転されかけるも、漣が連れて来ていた母親が呟いた言葉を愛から聞き、かつての勝ち負けにこだわらないテニスへのひたむきな気持ちを思い出し、自分と漣を信じて闘い続けた愛によって勝利への執着から解放される。その後は以前の最強と呼ばれたプレイスタイルに戻し愛と互角に渡り合うも、既に限界を超えていた肉体を酷使していたため、ゲーム途中で棄権する。
後年は、ドーピングのリハビリを行った後、洋平と共同でテニススクールを経営している。
森野 くるみ（もりの くるみ）
一年。洋平に好意を持っており、洋平が何かと気に掛けている愛が女の子と知ってしまった時には激しい嫉妬に駆られて対戦相手に素性をバラしてしまったりなどしていた。

### 神奈川の強豪
浅沼 裕二（あさぬま ゆうじ）
相模原山吹高校二年。
怖い姉がいるせいで、女装・コスプレという趣味に走り出した人物。また、呪いにも凝っている。
日向曰く「男のクセに自分が女よりかわいいと思ってる」。問題行動を繰り返し、姉にお仕置きされても公式試合で女装するなどまったく懲りない。
一応実力はあり、神奈川県予選シングルス6位。インターハイ一回戦不戦敗。
阿仁 春清（あに はるきよ）
横須賀連翹学園高校三年。
通称「スカのラッパー」。
強烈なサーブ（スーパースクラッチ）を放ち、高樹愛を圧倒した人物。
神奈川県予選シングルス4位。インターハイ二回戦敗退。
中手川 啓介（K介）（なかてがわ けいすけ）
川崎関山高校二年。
通称「カミソリ」。
左右両方の手を自在に使える。優れた反射神経の持ち主で、ネット際に滅法強い。
対戦相手を病院送りにするなど危険な人物ではあるが、愛との対戦後は落ち着いてきた。また本人曰く男色家だが、愛の性別を知ると女にも興味を持つ事に。
神奈川県予選シングルス4位。インターハイベスト8。
岩本 博（いわもと ひろし）
横浜赤木高校二年。
通称「ゲーマー」。本作の登場人物としては異色の、スポーツライターを夢見る少年。戦術・戦略眼は優れたものを持つが、テニスの腕前は「ゲーマー」の名に完全に負けている事が愛との対戦で明らかになる。物語終盤で愛の性別判明後、敬愛するスポーツライターの協力を得て愛をサポートする。
浅沼 祐子（あさぬま ゆうこ）
白百合高校二年。
浅沼裕二は双子の弟。男勝りの性格で、一人称は「ワシ」であるが、日向と付き合いだしてからは「わたし」になっている（この一人称は一度だけ使用）。当初は漣に惚れており、愛や日向に手助けしてもらいデートした時に、下半身パンツ一枚でテニスした事もある。
神奈川県予選女子シングルス優勝。インターハイでの成績は不明。
大林 英世（おおばやし ひでよ）
白百合高校三年。
通称「ゴージャス英世」。
「蝶の舞」という名のスライスサーブを得意とする強豪。
神奈川県予選女子シングルスでは浅沼祐子に敗れて準優勝。

### 全国の強豪
十文字 三太（じゅうもんじ さんた）
秋田代表・稲穂農業高校一年。無名ながらアメリカに留学し、農業だけでなくテニスも鍛え上げた。団体戦では愛、シングルスでは洋平と対戦した。
農業に挫折し、東京へ去った兄から貰った特殊なラケットから放たれるトップスピンショットは、「七色のクジラ」と呼ばれる。
男山 泉（おとこやま いずみ）
大阪代表・美梨健高校（初登場時は比寿健高校）三年。団体戦では愛と、シングルスでは山城と対戦した。
戦略家を称して心理戦を含めて相手に揺さぶりを掛ける戦法を使う。現時点で付き合っているカノジョが3人いるなど女癖は悪く、その点では愛にダメ出しを喰らっている。
天海 晴美（てんかい はるみ）
京都代表・嵐山蓮華高校三年。昨年度は全国3位の実績を持つ実力者。団体戦では愛と、シングルスでは山城と対戦した。
寺の息子であり、高校生ですでにスキンヘッドにしている。
非常に癖のあるドライブ「竜神ショット」を使いこなし、対戦中に御経を唱えることで自身の集中力を高める。
利尻 富士雄（りしり としお）
北海道代表・稚内・綿菅高校二年。「最北の狼」の異名を持ち、漣が全国3位の天海よりも強敵と認める実力者。
クレバーで弱点の無いオールラウンドプレーヤーだが、風が吹き始めると本領を発揮する。
知念 悟（ちねん さとる）
沖縄代表・梯梧高校三年。
阿仁春清のいとこ。阿仁以上のパワーとスーパースクラッチを使いこなす。全国大会では阿仁と自分のどちらが勝つ（勝ち進む）かで打ち上げライブのバンド名決定権を賭けている。
中州 堅次郎（なかす けんじろう）
福岡代表・柳沼高校二年。釣り好きで年齢に似合わぬ大人な人物。くるみから愛の正体を伝えられるが、その実力を認めて余計なことは語らなかった。

### 小笠原の人達
鯨岡 波子（くじらおか なみこ）
鯨岡洋平の姉。デビッドと付き合っている。
デビッド・ミリアム
小笠原諸島の神父。高樹愛や鯨岡洋平にアドバイスや物事の厳しさを教えたり、コーチングの能力に長けている。
世界でも屈指のプロテニスプレーヤーであるジャック・ミリアム・スペンサーの実兄。
少年時代は相当な悪ガキで、よく弟のジャックを泣かせていた。高校時代にジャックとの勝負を控えたテニスの特訓中に利き腕の腱を切ってしまい、テニスが出来なくなってしまった。
それ以来口調も性格もすっかり丸くなったが、プロになったジャックが本来とはかけ離れた歪んだ性格になってしまったのは自分の責任だと後悔していた。
後に洋平を通じてジャックと再開し、最終的に和解する事となった。
鯨岡波子と付き合っている。
森岡 真理（もりおか まり）
小笠原海洋センター職員（ウミガメ飼育担当）。27歳。
高樹愛のテニスのコーチとなる。林村緑子とは大学の同級生。
強度の近眼で、普段はコンタクトレンズや眼鏡をしている。掛けている眼鏡が分厚いことから、「びんぞこのマリリン」とのあだ名を持つ。
権田原 南美造（ごんだわら なみぞう）
小笠原丸八高校三年。都大会ベスト8の経験があり、小笠原ではかなり強いテニスプレイヤー。
カメさん（本名不明）
森岡真理を島に呼んだ張本人。洋平がテニスを始める前は、島で一番テニスがうまかった。最終回にも登場して娘を探す洋平と会話している。

### その他
ジャック・ミリアム・スペンサー
プロテニスプレイヤー。デビッドの弟。
テニスの腕と、気性の激しさからJ・マッケンロー二世とも呼ばれる。
ひょんな事で洋平と対戦したことで彼に興味を持ち、自身のラケットを洋平に託した。プロとなった洋平に負けた後は彼とのダブルスに専念した。
黒川 紀一郎（くろかわ きいちろう）
名門テニスクラブ「サン・テニス・ガーデン」のヘッドコーチ。山城や鯨岡を養成している。
プロ時代はウィンブルドンベスト8までいった事もある名選手。
御木岳彦とは古くからの友人。学生時代に壁にぶち当たり、ドーピングに走ったことがあるが、御木によって連れ込まれた伊豆の山奥でテニスコートを一から作るリハビリを行い復帰した経緯がある。
尾神イネ（おがみ イネ）
プロテニスプレーヤー。白百合OGで黒百合に稽古つけに来たが、愛の間違えて呼んだ名前「ムギ」が定着する。後に愛と女子ダブルスを組む。
門脇久芳（かどわき ひさよし）
スポーツライター。県大会から愛に注目しており、「秘密」にも気付いていたが、報道は人々に感動を与える「ドラマ」にすることはあっても、破滅に導く「毒」であってはならないというポリシーをもつ。愛のルール違反だけを強調したシモゾーのスッパ抜きに対して「正しい情報をリークする」ということで対処する。
“仙人”
伊豆の山奥で暮らす老人。拳法家で整体師、さらに書道家で陶芸家、趣味で始めた自己流のテニスも上手いという謎の人物。足柄山の山寺の住職であり森山に鋼鉄の肉体を伝授した“老師”の弟。
下野毛好三（しものげ こうぞう）
ゴシップ記者。通称“シモゾー”。記事を書くためならどんな手でも使うゲス野郎。愛が女子な上インターハイ出場年齢に達していない事を突き止めてスッパ抜くが、酒場で愛に共感したホステスさんたちに追い出された。自分がリークした以上の情報は他局に抜かれ恥をかかされた局から干されることとなる。
伊達杏子（だて きょうこ）
作中時点では引退している元プロテニスプレイヤー。名前のモチーフは伊達公子。プロテニスプレーヤーとなった愛のコーチとなる。
中田貴子（なかだ たかこ）
文部大臣。本来ルールに抵触する愛のインターハイ出場を認めた。インターハイ準決勝の洋平との試合で周囲の悪乗りもあってスコート姿で現れた愛に対して「元々女の子なんだから、い～んです（川平慈英風）」と押し通した。
マジシャン
前作『B・B』の登場人物で、元エリート傭兵部隊“眠れる羊たち”の一員。世界中を飛び回る愛の父の代わりに、愛の後見人的な存在となっているが料理は不得手で、雨の日以外はバーベキューオンリー。
森山 仁（もりやま じん）
前作『B・B』の主人公「高樹 翎」の宿命のライバルにして親友であった男。最終回近くに初登場し、本作中では華僑組織の大物として強大な影響力を持つ人物となっているらしく、親友の娘である愛を見守っている。
高樹 翎（たかぎ りょう）
前作『B・B』の主人公で愛の父。本作序盤において愛の回想シーンに登場し、それによると地球の環境回復の仕事に携っているらしく、世界中を飛び回り有人宇宙船で宇宙にも出た事があるらしい。実際に本作に登場したのは最終回近くだが、「愛が達者でさえいればそれでいい」と、愛の目の前には姿を現さなかった。

## 技

### ラブの必殺ショット
イルカ（使用者：愛、漣）
ボールが着弾した際、左右どちらかに跳ねるショット。
クジラ（愛、洋平、漣）
強烈なトップスピンで鋭く上に跳ねるショット。
オルカ（愛、漣）
バウンド後に、相手に向かって突っ込んでいくドライブショット。
ペンギン（愛）
バウンド後に超低空で滑空するスライスショット。
ラッコ（愛、漣）
空中でボールが揺れて、着地点がわかり辛いロブ。
トルネード（愛）
自身が回転する事で打ち出すフラット。後にドライブも打てるようになった。回転中に相手を見失う、コントロールが難しいなどの欠点がある。
うなぎ（愛）
ボールに独特の回転がかかっている為、打ち返す事が困難なショット。
イルカ∞（アンリミテッド）（愛）
うなぎの回転で打ち出されるイルカ。360°どこに跳ねるかわからず、捕らえたとしてもうなぎの回転がかかっている為、極めて打ち返すのが困難。

### その他
超高空爆裂フラット（日向、山城）
ソニックブームが発生するほどのパワーが乗った高速フラット。ラケットで捕らえた時の衝撃はすさまじく、まともに顔面に食らえば奥歯がへし折れるほど威力を誇る。
カミソリボレー（中手川）
ネット際で相手の顔面を狙うように打ち返すボレー。中手川自身両利きの為、左右どちらに打っても逃げられない。
カミソリダンク（中手川）
カミソリボレーで相手が上にボールを上げた時に、強烈なジャンプショットを相手の顔面に浴びせる技。
スーパースクラッチ（阿仁）
フラットに強引にスピンをかけて打つショット。芝生をえぐるほどの威力があるが、回転を掛けすぎるとただのドライブになってしまうらしい。
七色のクジラ（十文字）
十文字の持つ特殊なラケットによって生まれるトップスピン。イルカやクジラなどに酷似したショットを撃ち出す。
竜神ショット（天海）
クセのある超ドライブ。手元でうねったり伸びたりする。
ライフルショット（利尻）
風を読む事で、風を利用して鋭く放たれるショット。